# Moroello Malaspina
Moroello Malaspina (1268 circa – 8 aprile 1315) è stato un condottiero e militare italiano, amico di Dante Alighieri.

## Biografia

Malaspina
Spino Secco

Figlio di Beatrice e di Manfredi Malaspina, capostipite del ramo di Giovagallo, nipote di Corrado (l’Antico) capostipite del ramo dello Spino Secco, nacque intorno al 1268.
Ebbe una sorella di nome Manfredina e si ipotizza l'esistenza di un altro fratello, tale Corradino, menzionato nel 1310 nel giuramento di obbedienza della parte guelfa a Clemente V..
Si sposò, probabilmente intorno alla fine del XIII secolo, con Alagia Fieschi, figlia di Nicolò Fieschi, dalla quale ebbe cinque figli: Manfredi, Luchino, Giovanni, Beatrice e Fiesca. 
Alagia Fieschi è ricordata da Dante nel XIX Canto del Purgatorio.

### Quadro d'insieme
Moroello apparteneva alla famiglia Malaspina che nel XII secolo era in possesso del vasto dominio che comprendeva gran parte dell'appennino emiliano-ligure.
Dopo una serie di divisioni avvenute all'interno della famiglia i possedimenti di Moroello coincisero con quelli appartenenti al suo ramo familiare, i Giovagallo, comprendenti i castelli di Giovagallo, Verrucola Corbellari, Madrignano, Lusuolo, la metà di quello di Arcola e alcuni diritti su Villafranca in Lunigiana.
Inoltre, gli sono attribuiti averi nel tortonese e nel piacentino, ma soprattutto in seguito all'acquisizione della Sardegna da parte del cugino Corrado (il Giovane) ottenne parte dei possedimenti dell'isola.
Grazie alle strategie comuni tra i sottorami di Giovagallo e di Villafranca il patrimonio familiare fu sempre gestito in collaborazione e tutelato nel tempo.

### Carriera politica
Nelle scelte politiche Moroello continuò a prendere decisioni in accordo agli altri rami e sottorami della famiglia, pratica comune tra i Malaspina che raramente intrapresero lotte interne.
Nel 1296 infatti, per mantenere integro il patrimonio familiare, decise in accordo con i cugini Tommaso e Opizzino di divenire reciprocamente eredi alla pari dei beni sardi.
Collaborò anche con Francesco di Bernabò dello Spino Fiorito e Franceschino del ramo di Mulazzo nella campagna contro l'arcivescovo di Luni nel 1298.

### Carriera militare
Moroello, anche a causa del fatto che il padre rivestì per lungo tempo il ruolo di capofamiglia, si dedicò al mestiere delle armi che lo portò a combattere nelle lotte fra comuni e signorie come podestà e come capitano di guerra.
Risale al 1288 la prima documentazione che lo vorrebbe partecipe alla guerra dei guelfi fiorentini contro i ghibellini di Arezzo, tuttavia questa attribuzione è incerta.
Sicuramente ha assunto dei ruoli di rilievo per la lega dei comuni guelfi alla fine del XIII secolo.
Podestà per il Comune di Bologna nel 1297 ricoprì anche il suo primo incarico militare come capitano generale della guerra contro le milizie di Azzo d’Este.
Nel 1299 si aggregò alla famiglia nella storica controversia con l'arcivescovo di Luni, mentre per Matteo Visconti di Lombardia sempre in veste di capitano generale di guerra condusse gli eserciti di Bologna, Parma, Piacenza e Verona contro la lega che faceva capo al marchese di Monferrato.
Fu ripetutamente capitano generale dell'esercito guelfo tra il 1302 e il 1306 nella guerra di Lucca e Firenze contro i guelfi bianchi di Pistoia, in particolare nell'assedio di Serravalle Pistoiese. 
La partecipazione all'iniziativa bellica gli valse la scomunica papale poi annullata nel 1310.
Dopo la conquista di Pistoia nel 1306 proseguì il suo incarico di capitano generale della lega guelfa recandosi nel Mugello e partecipando alla campagna che culminò nell'assedio durato tre mesi di Montaccianico, al termine del quale il castello fu raso al suolo.
L'esito positivo delle campagne comportò anche l'accrescimento dei beni della famiglia Malaspina, in particolare alla fine della guerra contro Pistoia, Moroello si impossessò del palazzo Ammannati causando un conflitto con Gherardo Tornaquinci al quale era stato assegnato da Firenze come ricompensa parte del patrimonio della famiglia Ammannati.
Tale conflitto si risolse nel 1309 a favore di Moroello dopo che il comune di Firenze impose a Gherardo Tornaquinci, che aveva occupato gli immobili acquistati da Moroello direttamente dalle famiglie locali dopo la guerra, di restituirli per liberare il passaggio dei fiorentini verso Genova che era stato ostacolato dallo stesso Moroello come reazione all'occupazione dei suoi possedimenti.
Probabilmente la discussione scaturita con Firenze ai termini della battaglia pistoiese, seppur risolta, portò all'affievolirsi dei rapporti tra il comune e Moroello che tornò quindi a dedicarsi agli affari di famiglia.
La figura di Moroello ebbe quindi forte connotazione militare, ma il suo valore strategico fu anche economico. 
A dimostrazione di ciò tra il 1306 e il 1309 risultano in contatto i Malaspina con Giacomo II di Aragona, con il quale nel 1309 ufficializzarono l'alleanza favorendolo nella conquista della Sardegna in cambio del riconoscimento dei loro averi e di ulteriori concessioni.

## I rapporti con l'imperatore
L'arrivo in Italia di Arrigo VII nella figura di pacificatore delle fazioni in lotta suscitò il favore di Moroello che si presentò a Vercelli a dicembre del 1310 per rendergli omaggio e ottenere la conferma dei feudi.
In quell'anno infatti Arrigo VII fu incoronato imperatore del Sacro Romano Impero e Moroello partecipò all'assedio di Brescia del 1311, sostenendo la parte imperiale sia militarmente che economicamente e meritandosi la nomina a vicario della città al termine dell'assedio. Moroello al contrario di altri rami della famiglia rimase sempre fedele all'imperatore.
Nel 1312 la fedeltà all'imperatore fu motivo di divisione all'interno della famiglia; motivo della contesa erano i diritti su Aulla in Lunigiana che vedevano i Malaspina scontrarsi nuovamente con la diocesi lunense.
Il vicario imperiale aveva imposto ai Malaspina di restituire la terra al legittimo proprietario, ma Moroello fu l'unico ad accettare la richiesta ponendosi in aperto contrasto con gli altri componenti della famiglia.
Questa formale presa di posizione e la concessione del feudo di Pontremoli alla famiglia Fieschi da parte dell'imperatore portò, nel 1314, allo scontro con Franceschino Malaspina di Mulazzo. Moroello ribadì la fedeltà all'imperatore e alla famiglia della moglie appoggiando la cessione.
Le controversie all'interno della famiglia e riguardanti i possedimenti lunigianesi, portarono Moroello a distaccarsi definitivamente dalla famiglia parteggiando per Genova e per i Fieschi fino alla sua morte, avvenuta l'8 aprile 1315.

## L'amicizia con Dante Alighieri
Dante Alighieri, esiliato da Firenze nel 1302, fu ospite del ramo imperiale della famiglia Malaspina nel 1306 e fu dunque ospite a  Mulazzo, capitale dello Spino Secco. La  conoscenza di Moroello con il Poeta si è con tutta probabilità sviluppata grazie alla mediazione di Cino da Pistoia, tra i massimi amici di Dante, il quale grazie alla conquista di Pistoia, ad opera di Moroello, nel 1306 poté rientrare dall'esilio.
Vi è un ricco epistolario tra Cino e Dante nel quale, in un sonetto probabilmente del 1307 indirizzato a Cino, Dante rispose a nome del marchese Moroello dimostrando l'esistenza del legame tra i due. Inoltre, risale allo stesso anno un'epistola attribuita a Dante indirizzata direttamente a Moroello, nella quale il poeta ringraziava il marchese per l'ospitalità goduta in Lunigiana.
Il legame di Dante con Moroello e altri membri del ramo dello Spino Secco è testimoniato non solo dalle epistole, ma anche esplicitato in almeno tre punti della Commedia: una menzione nel canto XXIV dell’Inferno a proposito della battaglia di Campaldino, la lode dedicata all'intera famiglia nel canto VIII del Purgatorio nel quale il personaggio-poeta incontra Corrado (il Giovane) e Nino Visconti, infine un elogio alla moglie di Moroello, Alagia Fieschi, nel XIX canto del Purgatorio.
L'incoronazione di Arrigo VII ad imperatore del Sacro Romano Impero fu vista positivamente sia da Dante che da Moroello tanto che entrambi si presentarono a Vercelli per rendergli omaggio.